# Lygodactylus tuberosus
Espèce
Statut de conservation UICN

 LC  : Préoccupation mineure
Lygodactylus tuberosus est une espèce de geckos de la famille des Gekkonidae.

## Répartition
Cette espèce est endémique du Sud-Ouest de Madagascar.

## Publication originale
- Pasteur, 1965 : Über Lygodactylus tuberifer und seinen Lectotypus. Senckenbergiana Biologica, vol. 46, p. 467-469.